# Telenor
Telenor ist eine norwegische Telefongesellschaft. Telenor ist im OBX Index an der Osloer Börse gelistet.
Das Unternehmen wurde im Jahre 1855 als Telegrafverket gegründet, wechselte 1969 den Namen in „Televerket“ und in Telenor im Jahre 1994, als es in eine staatliche Aksjeselskap (AS) umstrukturiert wurde. Telenor hatte bis 1998 das Monopol auf Kommunikationsdienste für Privatkunden in Norwegen. Seit Dezember 2000 ist Telenor börsennotiert. Seit 2002 befindet sich der Firmensitz in Fornebu.
Telenor beschäftigt zurzeit weltweit 16.000 Mitarbeiter, davon etwa 3.400 in Norwegen, und versorgt 172 Mio. Kunden in Nordeuropa sowie Asien.

## Mobil
Die ersten Dienste für Mobiltelefonie wurden in Norwegen 1966 angeboten. Das NMT-System wurde 1981 eingeführt, 1993 das digitale GSM-System. Seit 2004 wird auch UMTS für den kommerziellen Gebrauch angeboten.
Mittlerweile ist Telenor in zahlreichen anderen Ländern vertreten.
Unter dem Namen Maritime Communications Partner werden GSM-Dienste auf Schiffen angeboten.
Am 31. Oktober 2005 übernahm Telenor die Vodafone Sverige AB, den schwedischen Ableger des Vodafone-Konzerns. Am 20. April 2006 wurde dann das Netz auch in Telenor umbenannt.

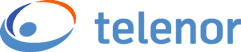
Historisches Logo

## Internationale Beteiligungen

Beteiligungen von Telenor:
< 50 % Anteil
> 50 % Anteil
100 % Anteil

Telenor hat zahlreiche internationale Beteiligungen in Europa und Asien.
Übersicht über die internationalen Mobilfunk-Aktivitäten von Telenor (Stand 2022):
- Norwegen: Telenor
- Schweden: Telenor
- Dänemark: Telenor Danmark, bis Sommer 2009 unter den Markennamen Sonofon (Mobilfunk) und Cybercity (Internetzugang) bekannt, außerdem: Tele2 Danmark, CBB (Mobilfunk)
- Finnland: DNA Oy
- Malaysia: Digi
- Thailand: DTAC
- Bangladesch: GrameenPhone
- Pakistan: Telenor

## Verkäufe und ehemalige Beteiligungen
Ehemalige internationale Beteiligungen von Telenor waren unter anderem:
- Österreich: One
- Ungarn: Yettel
- Ukraine: Kyivstar
- Montenegro: Telenor (ehemals Promonte)
- Russland: Minderheitsbeteiligung an Veon (ehemals VimpelCom)
- Serbien: Yettel
- Bulgarien: Yettel
- Myanmar: Telenor Myanmar

Die Minderheitsbeteiligung am österreichischen Mobilfunkanbieter One wurde am 20. Juni 2007 an Orange und den britischen Investor Mid Europa verkauft.
Die Gesellschaften in Ungarn, Bulgarien, Montenegro sowie Serbien wurden 2018 um 3,4 Mrd. Dollar an die tschechische PPF Group verkauft.
Ende 2019 wurden die letzten Anteile von der Beteiligung an Veon (und damit einhergehend auch die Beteiligung an Kyivstar sowie weiteren russischen Anbietern) verkauft.
Telenor Myanmar wurde am 25. März 2022 für 105 Mio. Dollar an die M1 Group verkauft. Als Gründe wurden die Unvereinbarkeit der Menschenrechtslage und rechtliche Konflikte genannt.

## VoIP
Telenor startet als eines der ersten Unternehmen die IP-Telefonie, welche bereits 1998 mit einer eigenen Nummerserie von dem Tochterunternehmen Telenor Nextel angeboten wird. Dieser Dienst wurde Interfon genannt und wurde von dem norwegischen Pionier Ivar Plahte geleitet.
1999 meldete Telenor mangelndes Interesse für die IP-Telefonie. Da außerdem die Preise für die Festnetztelefonie rasch gesunken waren, wurde der Interfon-Dienst 2002 vorübergehend gestoppt, jedoch nicht völlig aufgegeben. Seit 2005 existiert mit Telio ein großer Konkurrent in diesem Bereich, der schon erhebliche Anteile des Marktes erobern konnte.

## LTE
In Norwegen bekam Telenor im Jahr 2007 eine LTE-Lizenz für das 2,6-GHz-Band. Auch in anderen Ländern wie Schweden (2010) und Pakistan (2013) wird das LTE-Netz von Telenor in Betrieb genommen. In Dänemark wurden die LTE-Lizenzen 2012 erworben.

## Trivia
Aus einem Telenor-Projekt entstand der Webbrowser Opera.